# Liesing (vattendrag)
Liesing är ett vattendrag i Österrike.   Det ligger i förbundslandet Niederösterreich, i den östra delen av landet, 11 km sydost om huvudstaden Wien.
Trakten runt Liesing består till största delen av jordbruksmark. Runt Liesing är det ganska tätbefolkat, med 166 invånare per kvadratkilometer.